# Erosina proximata
Erosina proximata là một loài bướm đêm trong họ Geometridae.